# Schleifreisen
Schleifreisen est une commune allemande de l'arrondissement de Saale-Holzland, dans le land de Thuringe.

## Géographie
La Bundesautobahn 9 et la Bundesautobahn 4 se croisent sur son territoire.
| Bobeck   | Bad Klosterlausnitz |             |
| Bollberg | Schleifreisen       | Hermsdorf   |
| Mörsdorf | Sankt Gangloff      | Reichenbach |

## Histoire
Schleifreisen est mentionné pour la première fois en 1351.

## Source de la traduction
- (de) Cet article est partiellement ou en totalité issu de l’article de Wikipédia en allemand intitulé « Schleifreisen » (voir la liste des auteurs).